# Affamè
Affamè è un arrondissement del Benin situato nella città di Bonou (dipartimento di Ouémé) con 8.320 abitanti (dato 2006).